# فريدريك زيمر
فريدريك زيمر (بالنرويجية البوكمول: Frederik Zimmer)‏ هو قاضي وبروفيسور نرويجي، ولد في 28 مارس 1944.